# Prostanthera nudula
Prostanthera nudula là một loài thực vật có hoa trong họ Hoa môi. Loài này được J.M.Black ex E.L.Robertson miêu tả khoa học đầu tiên năm 1957.